# 青梅佐藤財団
公益財団法人青梅佐藤財団（おうめさとうざいだん）は、東京都青梅市仲町にある青少年の健全な育成と文化及び芸術の振興などを目的とする事業をおこなう日本の公益財団法人。
日本ケミコンの創業者である佐藤敏雄により1977年(昭和52年)に設立された。

## 概要
次世代を担う青少年が将来有為な社会人として成長することを念願し、併せ地域社会文化、福祉の発展に寄与することを目的として各種活動を行っている。

青梅近隣での芸術文化活動が主な内容である。

## 事業内容
- 音楽公演・コンサート[2]
- 演劇・ミュージカル・朗読公演
- 青梅市国際理解講座
- 佐藤奨学賞

## 沿革
- 1977年 - 佐藤敏雄が設立。東京都より財団法人の認可取得。[3]
- 2013年 - 東京都より公益財団法人認定を取得。

## 役員
理事長の佐藤敏明は設立者である佐藤敏雄の息子。

理事長以下の役員・評議員は複数名が日本ケミコンの元社員である。